# Mirza Mujčić
Mirza Mujčić, född 7 april 1994 i Kungälv, är en svensk fotbollsspelare som spelar för Neuchâtel Xamax. Han spelar främst som mittback, men har även spelat vänsterback.

## Klubbkarriär
Mujčić började spela fotboll i IK Kongahälla som sexåring, men bytte som 12-åring klubb till Gais. Inför säsongen 2012 flyttades Mujčić tillsammans med Enis Majlici och Linus Tornblad upp i Gais A-lag. I september samma år förlängde han sitt kontrakt med klubben över säsongen 2014.
I februari 2015 värvades Mujčić av Utsiktens BK, där han skrev på ett tvåårskontrakt. I augusti 2015 lånades Mujčić ut till norska tredjeligaklubben FK Mjölner. I mars 2015 skrev han på ett ettårskontrakt med norska Notodden FK.
I mars 2017 värvades Mujčić av isländska Víkingur Ólafsvík, där han skrev på ett ettårskontrakt.
Efter ett kort kontrakt i Lysekloster IL skrev Mujčić kontrakt med Brattvag IL i januari 2018. I december 2018 återvände han till Lysekloster. I februari 2019 värvades Mujčić av slovenska Olimpija Ljubljana, där han skrev på ett kontrakt fram till sommaren 2019. I juli 2019 lämnade Mujčić klubben i samband med att hans kontrakt gick ut.
I januari 2020 värvades Mujčić av schweiziska Schaffhausen, där han skrev på ett halvårskontrakt. I maj 2022 värvades Mujčić av Neuchâtel Xamax, där han skrev på ett tvåårskontrakt med option på ytterligare ett år.